# G.L.O.W.
"G.L.O.W." är en låt av den amerikanska rockgruppen The Smashing Pumpkins, skriven av frontfiguren Billy Corgan. Den hade premiär på radiokanalen Q101 för alternativ rock i Chicago den 28 september 2008, och släpptes som digital singel den 4 november 2008.
"G.L.O.W." återfinns inte på något album, utan spelades in och släpptes som enskild singel, med den tidigare släppta singeln "Superchrist" som b-sida. Det var den sista inspelade The Smashing Pumpkins-låten med trummisen Jimmy Chamberlin, som lämnade bandet i mars 2009.
Skivomslaget till singeln är formgiven av artisten Kateri Forbes.

## Låtlista
Låtarna skrivna av Billy Corgan.
Digital nedladdning
1. "G.L.O.W." – 3:20
2. "Superchrist" – 7:05

Nedladdningspaket till Guitar Hero
1. "G.L.O.W." – 3:20
2. "1979" – 4:24
3. "The Everlasting Gaze" – 4:01

## Medverkande
The Smashing Pumpkins
- Billy Corgan – sång, gitarr, bas, producent
- Jimmy Chamberlin – trummor, producent

Övriga
- Bjorn Thorsrud – producent

## Listplaceringar
| Lista (2008)                        | Högsta position |
| ----------------------------------- | --------------- |
| Kanada Hot Canadian Digital Singles | 39              |
| USA Mainstream Rock                 | 25              |
| USA Modern Rock Tracks              | 11              |